# Centraal Bureau Levensmiddelenhandel

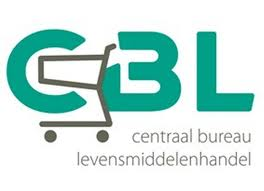
Logo van het CBL

Het Centraal Bureau Levensmiddelenhandel (CBL) behartigt de collectieve belangen van de Nederlandse supermarktbranche en foodservicebedrijven. Het kantoor van het CBL staat in Leidschendam.
Bij het CBL, dat in 1970 werd opgericht, zijn 28 bedrijven aangesloten. Op 9 juni 2011 volgde Bert Roetert Dick Boer op als voorzitter van het CBL.